# Radical SR8

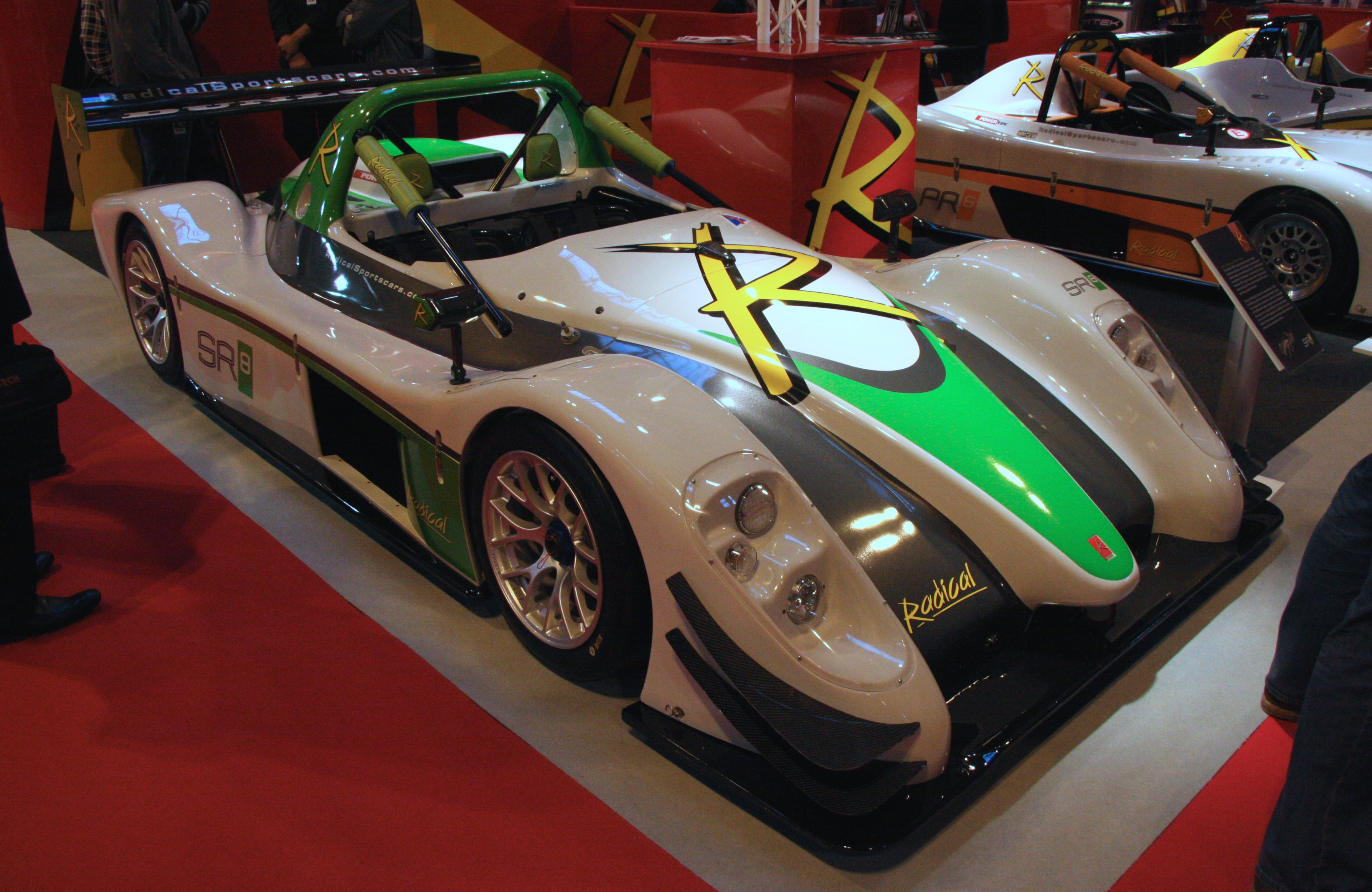
Radical SR8

Radical SR8 är en brittisk sportbil tillverkad av Radical Sportscars som har en Nürburgringvarvtid på 6:55. LM-versionen av SR8 innehar Nürburgrings varvrekord för serietillverkade bilar med en tid på 06:48.
Bilen ingår i projektet Racing Green Endurance, lett av Imperial College London, där en helt elektrisk version av SR8:an tillverkats i syfte att demonstrera potentialen av utsläppsfria bilar.